# Mariano Guerreiro
Mariano Guerreiro (La Carlota, Provincia de Córdoba, Argentina; 20 de enero de 1993) es un futbolista argentino. Juega como delantero y su primer equipo fue Argentinos Juniors. Actualmente milita en Argentino de Monte Maíz del Torneo Federal A.

## Trayectoria
Nacido en la ciudad de La Carlota, dio sus primeros pasos en el Club Atlético y Biblioteca Central Argentino. Llegó a la Primera División desde las divisiones inferiores de Argentinos Juniors. Su debut en el "Bicho" de la Paternal fue el 27 de mayo de 2013 contra Estudiantes LP. Luego la segunda mitad del 2013 se fue a préstamo a Brown de Adrogué donde debutó como titular el 3 de agosto de 2013 contra Independiente, donde su equipo recién ascendido a la categoría ganó por 1-2. En el conjunto de Adrogué juego 36 partidos (marcando 14 goles). Tras su préstamo, regresó en julio de 2014 a Argentinos Juniors, donde ascendió nuevamente a primera división a su club de origen, jugando 9 partidos y marcando 1 gol. En enero del 2015 se realiza su traspaso a préstamo por 1 año al club Instituto de Córdoba jugando 17 partidos y marcando 3 goles. Estuvo 6 meses en Defensa y Justicia de la Primera División durante la temporada 2016, donde disputó 20' con el primer equipo en la fecha 1 ante Unión de Santa Fe. Posteriormente, tuvo un paso por el club Blooming de Bolivia durante la temporada 2016-2017, donde disputó 32 encuentros entre la Primera División boliviana y la Copa Sudamericana marcando 4 goles. Para la temporada 2017/2018 volvió a su país para disputar la B Nacional con el club Guillermo Brown de Puerto Madryn, en el cual disputó 19 encuentros y marcó 2 goles, ante Ferrocarril Oeste y Mitre de Santiago del Estero. Tras finalizar su vínculo con el club sureño, se unió a Santamarina de Tandil, buscando ayudar a su equipo a mantener la categoría.
Luego vistió durante 18 meses los colores del club UAI Urquiza en la B metropolitana.
Después de la pandemia, en octubre del 2020 llega al Club Social y Deportivo Flandria, consiguiendo el tan ansiado ascenso a la Primera B Nacional.

## Clubes
| Club                            | País      | Año           |
| ------------------------------- | --------- | ------------- |
| Argentinos Juniors              | Argentina | 2013          |
| Brown de Adrogué                | Argentina | 2013-2014     |
| Argentinos Juniors              | Argentina | 2014          |
| Instituto de Córdoba            | Argentina | 2015-2016     |
| Defensa y Justicia              | Argentina | 2016          |
| Blooming                        | Bolivia   | 2016-2017     |
| Brown de Puerto Madryn          | Argentina | 2017-2018     |
| Santamarina de Tandil           | Argentina | 2018          |
| UAI Urquiza                     | Argentina | 2018-2019     |
| Flandria                        | Argentina | 2020-2021     |
| Central Argentino de La Carlota | Argentina | 2022          |
| Argentino de Monte Maíz         | Argentina | 2023-Presente |

### Estadísticas
| Club                           | Temporada | Div.  | Liga | Liga  | Copa Nacional | Copa Nacional | Copa Internacional | Copa Internacional | Total | Total |
| Club                           | Temporada | Div.  | PJ   | Goles | PJ            | Goles         | PJ                 | Goles              | PJ    | Goles |
| ------------------------------ | --------- | ----- | ---- | ----- | ------------- | ------------- | ------------------ | ------------------ | ----- | ----- |
| Brown (A) Argentina            |           |       |      |       |               |               |                    |                    |       |       |
| 2013-14                        | 2.ª       | 36    | 14   | -     | -             | -             | -                  | 36                 | 14    |       |
| Total                          | Total     | 36    | 14   | -     | -             | -             | -                  | 36                 | 14    |       |
| Argentinos Juniors Argentina   |           |       |      |       |               |               |                    |                    |       |       |
| 2012-13                        | 1.ª       | 1     | 0    | -     | -             | -             | -                  | 1                  | 0     |       |
| 2014                           | 2.ª       | 9     | 1    | 1     | 0             | -             | -                  | 10                 | 1     |       |
| Total                          | Total     | 10    | 1    | 1     | 0             | -             | -                  | 11                 | 1     |       |
| Instituto de Córdoba Argentina |           |       |      |       |               |               |                    |                    |       |       |
| 2015                           | 2.ª       | 17    | 3    | -     | -             | -             | -                  | 17                 | 3     |       |
| Total                          | Total     | 17    | 3    | -     | -             | -             | -                  | 17                 | 3     |       |
| Total                          | Total     | Total | 63   | 18    | 1             | 0             | -                  | -                  | 64    | 18    |